# Eupodes minutus
Eupodes minutus är en spindeldjursart som först beskrevs av Strandtmann 1967.  Eupodes minutus ingår i släktet Eupodes och familjen Eupodidae. Inga underarter finns listade i Catalogue of Life.